# Mo Harawe

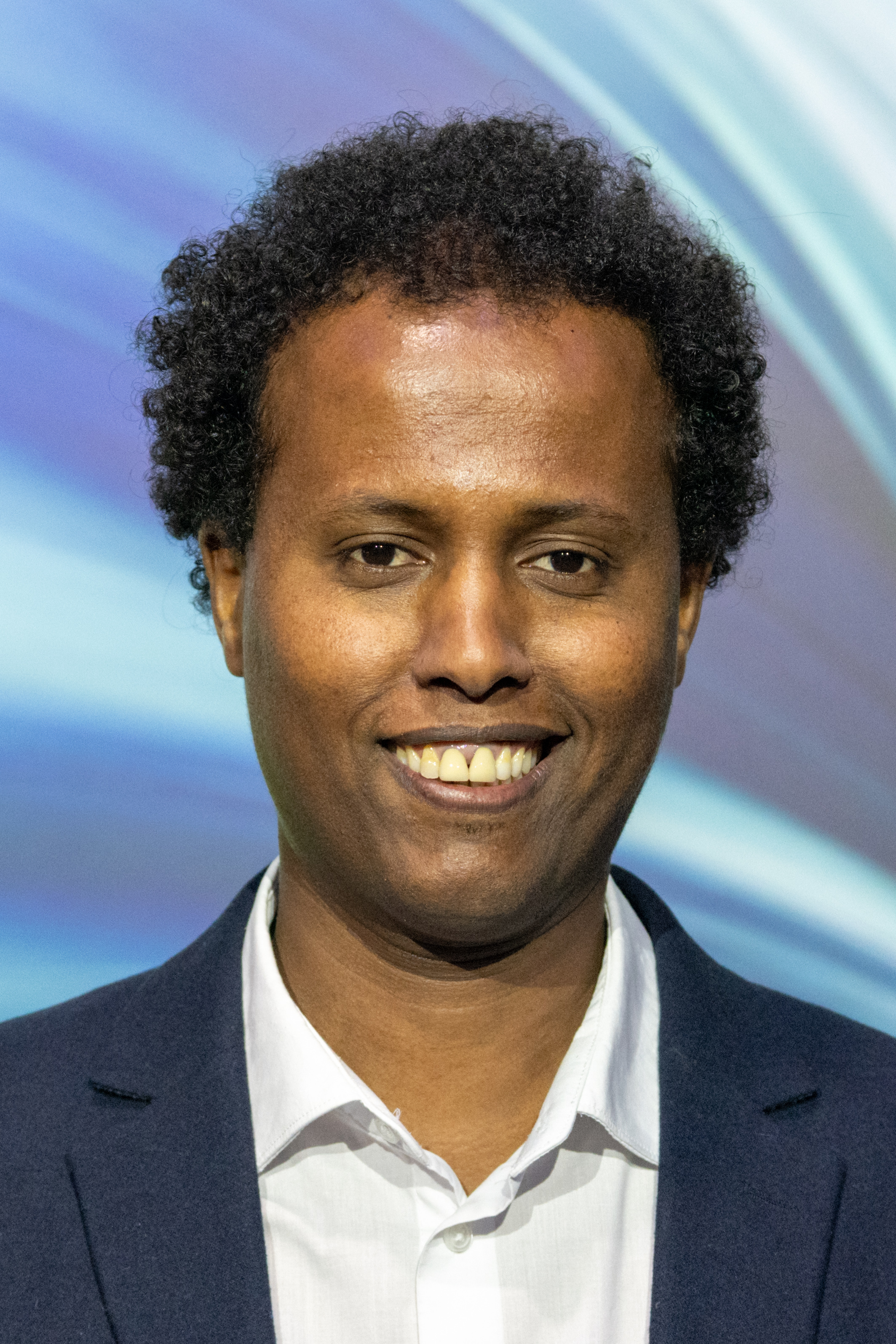
Mo Harawe (2025)

Mo Harawe (* 1992 in Mogadischu als Muhamed Harawe, Somali Maxamed Harawe) ist ein somalisch-österreichischer Filmregisseur, Drehbuchautor und Filmproduzent.

## Leben
Mo Harawe besuchte eine Kunstschule in Somalia. Seit 2009 lebt er in Österreich. Er studierte Visuelle Kommunikation sowie Film an der Kunsthochschule Kassel.
Für das Drehbuch zu Life on the Horn erhielt er 2021 den Thomas-Pluch-Preis für kurze oder mittellange Kino-Spielfilme. Sein Kurzfilm Will My Parents Come to See Me wurde im Rahmen der Berlinale 2022 uraufgeführt und beim Österreichischen Filmpreis 2023 als bester Kurzfilm ausgezeichnet.
Mit seinem Langfilmdebüt The Village Next to Paradise wurde er 2024 zu den 77. Internationalen Filmfestspielen von Cannes in die Sektion Un Certain Regard eingeladen.
Harawe ist Mitglied der Akademie des Österreichischen Films.

## Filmografie (Auswahl)
- 2012: Wait a minute (Kurzfilm)
- 2014: The other side (Kurzfilm)
- 2015: Identity (Kurzfilm)
- 2016: One last moment (Kurzfilm)
- 2018: The story of the polar bear that wanted to go to Africa (Kurzfilm)
- 2020: Life on the Horn (Kurzfilm)
- 2020: Irene Halenka in 1947 (Kurzfilm)
- 2022: Will My Parents Come to See Me (Kurzfilm)
- 2024: The Village Next to Paradise

## Auszeichnungen und Nominierungen (Auswahl)
- LET’S CEE Film Festival 2017: Publikumspreis: Bester eingereichter Kurzfilm für The Story of the Polar Bear that Wanted to Go to Africa
- Vienna Shorts 2021: Preis der Jugendjury für Life on the Horn
- Thomas-Pluch-Preis für kurze oder mittellange Kino-Spielfilme für Life on the Horn[5]
- Kurzfilmfestival Köln 2022: 1. Jurypreis für Will My Parents Come To See Me
- Deutscher Kurzfilmpreis 2022: Auszeichnung als Bester Kurzfilm, mehr als 10 Minuten bis 30 Minuten Laufzeit für Will My Parents Come to See Me[10]
- Europäischer Filmpreis 2022: Nominierung in der Kategorie Bester Kurzfilm für Will My Parents Come to See Me
- Vienna Shorts 2022: Auszeichnung als Bester österreichischer Film mit dem Wiener Kurzfilmpreis für Will My Parents Come to See Me[11]
- Festival du Court-Métrage de Clermont-Ferrand 2023: Grand Prix für Will My Parents Come to See Me
- Österreichischer Filmpreis 2023: Auszeichnung in der Kategorie Bester Kurzfilm für Will My Parents Come to See Me[6]
- Outstanding Artist Award für Film 2024[12]
- Wiener Filmpreis 2024 für The Village Next to Paradise[13]
- Diagonale 2025 für The Village Next to Paradise
  - Auszeichnung mit dem Thomas-Pluch-Drehbuchpreis[14]
  - Auszeichnung für den besten Spielfilm[15][16]
- Österreichischer Filmpreis 2025 für The Village Next to Paradise
  - Auszeichnung in der Kategorie Bester Spielfilm[17]
  - Auszeichnung in der Kategorie Beste Regie
  - Auszeichnung in der Kategorie Bestes Drehbuch